# Hyposidra albomacularia
Hyposidra albomacularia là một loài bướm đêm trong họ Geometridae.